# Neudorf (Dietenhofen)
Neudorf is een plaats in de Duitse gemeente Dietenhofen, deelstaat Beieren, en telt 107 inwoners.